# 朱瑪人
朱瑪人，是一個生活在孟加拉國吉大港山區的族群統稱，包括查克瑪人、特里普里人、廓爾喀人和阿薩姆人等民族。
他們又稱帕哈里人，即丘陵居民，他們多數操藏緬語，信仰上座部佛教，從事刀耕火種農業。
在孟加拉國獨立後，為開發該區土地，鼓勵孟加拉穆斯林大量移民該地，其中發生軍人強姦婦女等情況，引起兩族對抗達20年，直到1997年才和平結束。国际社会将吉大港山區衝突定义为种族清洗。